# Iphimedia poorei
Iphimedia poorei is een vlokreeftensoort uit de familie van de Iphimediidae. De wetenschappelijke naam van de soort is voor het eerst geldig gepubliceerd in 2009 door Coleman & Lowry.